# Chapter 16: The Rescue
Chapter 16: The Rescue es el octavo y último episodio de la segunda temporada de la serie estadounidense de streaming The Mandalorian. Fue escrito por el showrunner Jon Favreau y dirigido por Peyton Reed. Fue lanzado en Disney+ el 18 de diciembre de 2020. El episodio recibió fuertes elogios de la crítica, en particular por las secuencias de acción, la dirección, la escritura, las actuaciones y el peso emocional, con el cameo sorpresa de un Luke Skywalker que es un punto destacado entre los fanáticos.

## Argumento
El Mandaloriano aborda una lanzadera imperial con Cara Dune y captura al Dr. Pershing. Él y Boba Fett luego visitan Bo-Katan y Koska Reeves, quienes chocan con Fett por la pureza de su linaje mandaloriano. Bo -Katan acepta ayudar a rescatar a Grogu de Moff Gideon a cambio del Sable Oscuro, que actualmente esta en posesión de Gideon. Habiendo aprendido del Dr. Pershing que el crucero está defendido por droides Dark Trooper, Fett engaña a los imperiales para que permitan que los demás hagan un aterrizaje forzoso en el tubo de lanzamiento del caza del crucero. Bo-Katan, Reeves, Fennec y Dune luchan a través de los soldados de asalto hasta el puente del barco, mientras que el Mandaloriano intenta sellar a los Dark Troopers. Aunque uno se abre paso, se las arregla para derrotarlo después de una lucha prolongada usando su lanza beskar y expulsa a los demás por la esclusa de aire.
Gideon, que está reteniendo a Grogu, intenta negociar con Din Djarín cuando se enfrenta, pero inmediatamente se niega y ataca a Din Djarín con el Sable Oscuro a traición y por la espalda, pero este logra defenderse con su lanza de Beskar. Finalmente el Mandaloriano consigue vencer y desarmar a Gideon y lo lleva bajo custodia junto con Grogu hacia los demás en el puente de mando del crucero y ahora como nuevo dueño del Sable Oscuro. Por otro lado Gideon intenta incitar a Bo-Katan a atacar al Mandaloriano por la posesión del Sable Oscuro y un mejor reclamo sobre Mandalore ya que ganó el derecho a poseer el arma en combate. Los Dark Troopers regresan y comienzan a atravesar lentamente las defensas del puente.
En ello, una nave X-Wing pilotado por un Maestro Jedi aterriza a bordo del crucero comienza a atacar y destruir a todos los Dark Troopers con suma facilidad. Por otro lado, Gideon observa una de las cámaras del puente y ve como los Dark Troopers están siendo destruidos por el maestro Jedi, este entra en estado de pánico y toma un bláster oculto y le dispara a quemarropa a Bo-Katan, pero esta sobrevive debido a su armadura de Beskar, rápidamente Gideon intenta matar a Grogu con su blaster, pero Din Djarin salta protege a Grogu bloqueando los disparos destinados a él con su armadura de Beskar; por otro lado Fennec, Koska y Cara rodean al Moff y le exigen que suelte el blaster, pero lejos de aceptar su derrota, Gideon intenta suicidarse con su blaster y dispararse en la cabeza, pero Cara Dune lo desarma y lo noquea con su rifle. Por otro lado el Maestro Jedi consigue llegar hasta el pasillo del puente de mando y destruye a los últimos Dark Troopers y llegar hasta la puerta de entrada, por su parte el Mandaloriano, les exige a todos que abran las compuertas y dejen entrar al Jedi, a pesar de que Fennec le menciona que es una locura dejar que entre el Jedi, sin embargo Din Djarin insiste y abre las puertas blindadas al Jedi, el cual se revela que es en realidad nada más y nada menos que Luke Skywalker, que ha venido a rescatar a Grogu, después de recibir su mensaje en Tython. Grogu duda en irse con Skywalker hasta que el Mandaloriano le permita ir con el Jedi para completar su entrenamiento. El Mandaloriano se quita el casco para permitir que Grogu se despida como es debido y mira con lágrimas en los ojos cómo Skywalker, acompañado por R2-D2, parte con él.
En una escena posterior a los créditos, Fett y Fennec invaden el palacio de Jabba el Hutt en Tatooine y matan a Bib Fortuna y a sus guardias, posteriormente Fett se sienta en el trono de Jabba y reclama el control, junto con Fennec.

## Producción

### Desarrollo
El episodio fue escrito por el creador de la serie Jon Favreau y dirigido por Peyton Reed. Se anunció que Reed dirigiría en la temporada el 4 de mayo de 2020, el Día de Star Wars, y mientras promocionaba Wonder Woman 1984, Pascal confirmó que Reed dirigió el episodio final de la segunda temporada. Favreau dijo que la aparición sorpresa de Luke Skywalker no había sido planeada desde el principio, pero que mientras escribía la historia quedó claro que sería la mejor manera de encajar dentro de la continuidad establecida. La escena posterior a los créditos revela el lanzamiento de The Book of Boba Fett en diciembre de 2021.  Jeremy Bulloch, quien originalmente interpretó a Fett en The Empire Strikes Back y Return of the Jedi, había muerto el día anterior. El episodio luego agregó una dedicatoria a Bulloch.

### Casting
Mark Hamill es la estrella invitada como el famoso Jedi Luke Skywalker, retomando su papel de las trilogías original y secuela de la Saga Skywalker. Luke, que tiene veintiocho años en el momento de The Mandalorian, aparece en el episodio mediante el uso de una versión CGI de la imagen envejecida de Hamill, animada digitalmente sobre un cuerpo doble con el uso de captura de movimiento. La técnica se usó previamente en la franquicia para la aparición del Gran Moff Tarkin y una joven Princesa Leia en la película de 2016 Rogue One cuando se utilizó una versión CGI del rostro de Carrie Fisher. Hamill no volvió a grabar la voz de Skywalker. En cambio, se programaron grabaciones de audio de archivo de la voz de Hamill de la trilogía original y otros medios de la época (como entrevistas y audiolibros) utilizando el software Respeecher. Hamill previamente hizo un cameo no acreditado en The Mandalorian cuando expresó el droide EV-9D9 en "Capítulo 5: El Pistolero".
Los otros actores coprotagonistas elegidos para este episodio regresan de episodios anteriores e incluyen a Omid Abtahi como Dr. Pershing, Temuera Morrison como Boba Fett , Gina Carano como Cara Dune, Mercedes Varnado como Koska Reeves, Katee Sackhoff como Bo-Katan Kryze, Ming-Na Wen como Fennec Shand y Giancarlo Esposito como Moff Gideon.  El elenco de actores invitados adicionales para este episodio incluye a Thomas E. Sullivan como copiloto, Luke Baines como piloto, Gabriel Ebert regresa como Oficial Artillero Imperial, Katy O'Brian regresa como Oficial de Comunicaciones Imperial, Max Lloyd-Jones como el doble de Luke Skywalker y Matthew Wood retomando su papel de Bib Fortuna de Star Wars: Episodio I - La amenaza fantasma (1999). Brendan Wayne, Lateef Crowder y Barry Lowin son acreditados como dobles para el mandaloriano. Otros dobles de acción para este episodio son Amy Sturdivant para Cara Dune, Scott Lang y Eddie Perez para Boba Fett, Caitlin Dechelle para Bo-Katan Kryze, Lauren Kim para Koska Reeves, Kirk Jenkins y Tyson Turner para Moff Gideon, Ming Qiu para Fennec Shand, Matt Rugetti por Luke Skywalker y Jesse La Flair por Bib Fortuna. Chris Bartlett está acreditado como artista de performance del droide RA-7. Grogu fue interpretado por varios titiriteros .

### Música
Ludwig Göransson compuso la partitura musical del episodio. Las pistas destacadas se lanzaron el 18 de diciembre de 2020, en el segundo volumen de la banda sonora de la segunda temporada.  Open the Door, que suena cuando Luke se quita la capucha de la cara, hace referencia a Binary Sunset, el tema de John Williams para The Force de A New Hope.

## Recepción
En Rotten Tomatoes, el episodio tiene una puntuación del 94 % según las reseñas de 52 críticos, con una puntuación media de 8,7/10. El consenso de los críticos del sitio web dice: "'The Rescue' equilibra sus apuestas emocionales con suficiente acción de gran éxito para crear un final de temporada sorprendente".
Laura Prudom en IGN le dio al episodio 10 de 10, aunque quería darle 11 de 10, y lo llamó "el episodio más trascendental de 'The Mandalorian' hasta el momento, tanto para cómo se conecta con el universo más grande de 'Star Wars' y por el cambio sísmico que crea en las historias de Din Djarin y Grogu". Alan Sepinwall de Rolling Stone lo llamó "una conclusión emocionante y, en última instancia, desgarradora de una temporada que subió de nivel en casi todos los sentidos desde un año de debut muy satisfactorio". Keith Phipps de New York Magazine le dio al episodio 4 de 5 y escribió: "Gran temporada, ¿verdad? Y terminó bien también, logrando las mismas emociones intensas que el final de la primera temporada y sin matando a cualquiera".
El cameo de Luke Skywalker causó gran deleite entre los fanes. La pelea del corredor ha sido comparada con una escena similar en Rogue One con Darth Vader y soldados rebeldes, con críticos y fanes elogiando la alusión.

## Documental especial
El 25 de agosto de 2021, se lanzó un episodio documental especial titulado Making of the Season 2 Finale como parte de la segunda temporada de Disney Gallery: The Mandalorian. El especial explora el proceso detrás de presentar a un Hamill envejecido en el episodio.